# Піску (комуна)
Піску (рум. Piscu) — комуна у повіті Галац в Румунії. До складу комуни входять такі села (дані про населення за 2002 рік):
- Вамеш (489 осіб)
- Піску (4581 особа)

Комуна розташована на відстані 174 км на північний схід від Бухареста, 25 км на захід від Галаца.

## Населення
За даними перепису населення 2002 року у комуні проживали 5070 осіб. Усі жителі комуни рідною мовою назвали румунську.
Національний склад населення комуни:
| Національність | Кількість осіб | Відсоток |
| -------------- | -------------- | -------- |
| румуни         | 5069           | > 99,9%  |
| євреї          | 1              | < 0,1%   |

Склад населення комуни за віросповіданням:
| Релігія            | Кількість осіб | Відсоток |
| ------------------ | -------------- | -------- |
| православні        | 4996           | 98,5%    |
| п'ятдесятники      | 58             | 1,1%     |
| римо-католики      | 6              | 0,1%     |
| бретрени           | 5              | 0,1%     |
| атеїсти            | 1              | < 0,1%   |
| не вказали релігію | 3              | 0,1%     |